# 維吉尼亞州第二步兵團
維吉尼亞州第二步兵團（英語：2nd Virginia Infantry Regiment）是石牆傑克森麾下的一個兵團，與其餘數個不同的兵團（如維吉尼亞州第五步兵團）組成了一支人數達6,500人的著名石牆旅（Stonewall Brigade）。1863年石牆傑克森被己方的兵團所傷，死後，石牆旅的所有兵團被重組，包括維吉尼亞州第二步兵團。
維吉尼亞州第二步兵團的成員總數為1,631人，參與過的重大戰役有第一次馬納沙斯之役、細德山之役以及蓋茨堡戰役等等。

## 外部連結
- 第二步兵團之歷史
- 第二步兵團之歷史